# Assassin's Creed Unity
Assassin's Creed Unity is een action-adventurespel ontwikkeld door Ubisoft Montreal en negen andere ontwikkelstudio's van Ubisoft. Het spel is uitgegeven door Ubisoft en in Europa uitgekomen op 13 november 2014. Het is het zeventiende deel in de Assassin's Creed-serie en het vervolg op Assassin's Creed IV: Black Flag, dat in 2013 uitkwam.
Assassin's Creed Unity speelt zich af ten tijde van de Franse Revolutie.

## Gameplay
Voor het spel werden gevechten herwerkt, waarbij schermen als inspiratie diende voor het nieuwe systeem. Als extra toevoeging buiten de terugkerende wapens uit vorige spellen, introduceert Assassin's Creed Unity het spookmes. Het spookmes gebruikt de mechaniek van een kruisboog om een projectiel over lange afstand af te vuren, terwijl het nog steeds dezelfde rol heeft als het verborgen mes in vorige Assassin's Creed-spellen. De navigatie in het spel werd ook volledig herwerkt.
Daarnaast werd de "co-op-modus" geïntroduceerd. Spelers kunnen taveernes binnenlopen, die fungeren als sociale ontmoetingsplaatsen, waar ze kunnen zien of er op dat moment vrienden aan het spelen zijn. Als die momenteel op een missie zijn, zullen ze verschijnen als een "spookversie" van hun speler, aan wie gevraagd kan worden aan de missie te mogen meedoen. Als dit mag, wordt de speler overgeschakeld naar hun spel, waar beide spelers worden gereset naar het meest recente controlepunt om vanaf daar verder te spelen. Op deze manier kunnen tot vier spelers meedoen. In zijn of haar eigen spel is de speler altijd Arno Dorian – de andere spelers verschijnen als willekeurige leden van zijn Broederschap. In de co-op-modus zijn veel missies en activiteiten beschikbaar, maar enkele missies zijn uitsluitend bedoeld om alleen te spelen.

## Plot
De "speler" is vermoedelijk een speler van de Helix, een spelapparaat ontwikkeld door Abstergo dat toegang geeft tot veel verschillende genetische herinneringen.
Het verhaal begint met de speler die door een herinnering speelt van de plundering van de Tour du Temple en de gevangenneming van Jacques de Molay, Grootmeester van de Tempeliers, in 1307. Tijdens de plundering vertrouwt De Molay een andere Tempelier een zwaard en een boek toe, dat de Tempelier verstopt in een Franse crypte. De herinnering spoelt dan door naar De Molays dood op de brandstapel en zijn vervloeking richting koning Filips IV en paus Clemens V.
Op dit punt kapen de Sluipmoordenaars de herinneringssequentie en smeken de speler om zich bij hen aan te sluiten als Adept. De Sluipmoordenaars laten een interne Abstergo-videomemo zien, waarin Abstergo de vangst van een Wijsgeer beschrijft die veel ouder DNA bevat (in een drievoudige helix in plaats van een dubbele). Ook treedt Abstergo in de video verder in detail over het Feniks Project, waarbij Abstergo hoopt een heel ouder genoom samen te stellen. De Sluipmoordenaar geeft toegang tot een ander herinneringssegment en vertelt de Adept een andere Wijsgeer te lokaliseren, wiens lijk ze hopen te herstellen.
De herinnering springt dan over naar Versailles in 1776, wanneer Arno Dorian, een Franse zoon van een edelman, Élise de la Serre ontmoet, dochter van de Grootmeester van de Tempeliers. Nadat zijn vader is vermoord bij het paleis, adopteert Grootmeester De la Serre Arno ondanks dat hij weet dat zijn vader een Sluipmoordenaar was, waar Arno nog niets van weet. Het verhaal springt dan 13 jaar vooruit in de tijd, naar Élises inwijding in de Orde van de Tempeliers in 1789. Arno wordt een brief gegeven die hij moet bezorgen aan Msr. De la Serre, maar hij legt het in zijn kantoor zodat hij stiekem naar het feest kan gaan om Élise te ontmoeten.
Nadat hij haar heeft ontmoet, sluipt hij weer weg en ziet hij Msr. De la Serre vermoord op het binnenhof liggen. Arno, die onterecht wordt aangewezen als De la Serres moordenaar, wordt gevangengenomen door de gendarmerie en opgesloten in de Bastille. Daar ziet hij apocalyptische geschriften op de muur en maakt hij met zijn vechtkunsten indruk op zijn medegevangene, de Sluipmoordenaar Pierre Bellec. Bellec nodigt Arno uit voor de Broederschap wanneer ze ontsnappen tijdens de bestorming van de Bastille.
Arno keert eerst huiswaarts maar wordt afgewend door Élise, die onthult dat de brief die Arno had moeten bezorgen aan haar vader een waarschuwing was van zijn dreigende moord, en ze maakt bekend dat ze een Tempelier is. Arno wordt lid van de Broederschap en smeekt om de kans te krijgen de andere Tempeliers die betrokken waren bij De la Serres dood te zoeken en uit te schakelen, waaronder Le Roi des Thunes ("De koning der smekers"). Zijn aanvraag wordt toegewezen door Mirabeau, die samen met De la Serre een poging deed om vrede te sluiten tussen de orden. Tijdens de periode van zijn onderzoek, redt Arno François-Thomas Germain, een zilversmid die gegijzeld werd door Chrétien Lafrenière, Grootmeester van de Tempeliers. Nadat hij Lafrenière doodde, die eigenlijk degene was die De la Serre probeerde te waarschuwen, rent Arno naar Élise en realiseert zich dat Germain de Wijsgeer is en ook degene die zorgde voor de dood van De la Serre. De Raad van de Broederschap begint zich af te vragen of Arno wel zo loyaal is nu hij zich zo haastig gedraagt om De la Serres moordenaar te achtervolgen.
Zich realiserende dat Germains complot is bedoeld om een massale opstand tegen de koning van Frankrijk uit te lokken, vermoord Arno nog twee prominente figuren, een officier die een gevangenenopstand organiseert (kapitein Frédéric Rouille) en een andere die eten hamstert (koopvrouw Marie Lévesque) om de indruk te wekken dat de adel middelen verspilde terwijl Frankrijk uithongerde.
Arno's paden kruisten ook met Napoleon Bonaparte, een officier van de artillerie, terwijl hij in het Tuilerieënpaleis naar brieven van zijn mentor Mirabeau aan koning Lodewijk zocht, die de Tempeliers zouden kunnen gebruiken als excuus om de Sluipmoordenaars door heel Frankrijk te achtervolgen. Bonaparte hielp hem later kapitein Rouille uit te schakelen, die onder zijn leiding diende tijdens de septembermoorden van 1792. Rond die tijd, redt Arno Élise en overtuigt haar te onderhandelen met de Broederschap, terwijl ze toegeeft dat haar eigen factie van de Tempeliers vermoord worden door een kerkelijke afscheiding geleidt door de Wijsgeer. Mirabeau gaat akkoord, hopende op een enorme gunst van de potentiële toekomstige Grootmeester van de Tempeliers, en wordt vermoord door Bellec, die de bedoeling heeft het leiderschap van de Sluipmoordenaars te zuiveren om te beginnen met het akkoord gaan met de geloven van de Tempeliers. Arno weigert zich bij hem aan te sluiten en doodt Bellec. Hij ontsnapt kort na de voedselrellen en de moord op Lévesque met Élise in een heteluchtballon. Arno geeft toe dat hij nog steeds van Élise houdt.
Met de revolutie in volle gang, spoort Arno Germain op tot bij de executie van koning Lodewijk XVI, maar hij kiest ervoor om bij Élise te blijven en haar te beschermen in plaats van hem te achtervolgen. Élise is het niet eens met dat besluit en Arno wordt verbannen uit de Broederschap vanwege het negeren van de principes van de Orde voor zijn persoonlijke wraak. Dit leidt ertoe dat hij in een dronken depressie raakt. Arno kwijnt enkele maanden weg, voordat hij in Versailles wordt gevonden door Élise die hem ervan overtuigt terug te keren naar Parijs, dat zichzelf uiteen scheurt door de Terreur. Arno keert terug naar Parijs en met de hulp van Élise brengt hij de reputatie van Maximilien de Robespierre in diskrediet, die Germain, nu Grootmeester van de Tempeliers, de taak had gegeven om chaos te behouden tijdens de revolutie. Nadat Arno en Élise Robespierre vinden, die zichzelf heeft opgesloten in zijn kantoor in een poging om niet gearresteerd te worden, schiet Élise Robespierre in zijn kaak en laat hem de verblijfplaats van Germain opschrijven.
Arno confronteert Germain op de top van de tempel. Hij kwam erachter dat hij het Zwaard van het Paradijs in bezit heeft. Het gevecht eindigt vervolgens in dezelfde Tempelierskluis als waar het spel begon. Arno slaat toe op Germain maar wordt naar achteren geblazen door het zwaard en komt onder een hoop puin terecht. Élise probeert Germain zelf te verslaan, maar zodra Arno ontsnapt explodeert het zwaard, dat Élise doodt en Germain dodelijk verwond. Arno doodt dan Germain, die in zijn visioen bevestigd dat hij de Wijsgeer is en dat hij de Orde van de Tempeliers wilde zuiveren van iedereen die de leer van De Molay vergeten was.
Het verhaal eindigt wanneer Arno uitlegt hoe zijn begrip over het geloofsbelijdenis is veranderd en belooft te waken over Parijs en Élises herinnering levend te houden. Jaren later is Arno een Meestersluipmoordenaar geworden. Hij haalt Germains skelet uit de tempel en plaatst het in de catacomben van Parijs.

## Ontwikkeling
Op 19 maart 2014 lekten er afbeeldingen uit van het volgende Assassin's Creed-spel, genaamd of met de codenaam Unity, die een nieuwe Sluipmoordenaar lieten zien in Parijs. De schermafbeeldingen lieten nieuwe "parcours up"- en "parcours down"-knoppen zien en een nieuwe mechaniek in de navigatie. Het lek beweerde ook dat Unity, dat zich afspeelt tijdens de Franse revolutie, zou worden uitgegeven in het najaar van 2014 voor de PlayStation 4 en Xbox One, waarin een Sluipmoordenaar genaamd Arno Dorian de hoofdrol speelt. Op 21 maart bevestigde Ubisoft het bestaan van het spel, dat meer dan drie jaar in ontwikkeling is geweest, door een video uit te geven met pre-alfabeelden van het spel. Ze bevestigden ook dat het spel in het vierde kwartaal van 2014 zou uitkomen en dat het zou worden uitgegeven voor de PlayStation 4, Xbox One en Windows. Jeffrey Yohalem, schrijver voor Ubisoft, maakte bekend dat de setting van de Franse revolutie opzettelijk gezien liet worden, samen met de setting van Assassin's Creed III tijdens de Amerikaanse Revolutie, in symbolen op het einde van Assassin's Creed: Brotherhood. Ubisoft Montreal is de hoofdontwikkelaar voor het project, met bijdragend werk van Ubisoft Annecy, Ubisoft Bucharest, Ubisoft Chengdu, Ubisoft Kiev, Ubisoft Montpellier, Ubisoft Quebec, Ubisoft Shanghai, Ubisoft Singapore en Ubisoft Toronto.
Op de E3 van 2014 liet men trailers van het spel zien. Hierin werd de coöperatieve multiplayermodus gedemonstreerd, waarbij het mogelijk is met vier spelers te spelen. Dit was in vorige spellen uit de serie nog niet mogelijk.

## Edities
| Inhoud                | Standard (consoles & pc) | Special Edition (consoles & pc) | Gold Edition (pc)        | Pocket Watch Bundle (consoles & pc) | Bastille Edition (consoles & pc)                | Notre Dame Edition (consoles & pc)              | Guillotine Edition (consoles & pc)              |
| --------------------- | ------------------------ | ------------------------------- | ------------------------ | ----------------------------------- | ----------------------------------------------- | ----------------------------------------------- | ----------------------------------------------- |
| Disk                  | Ja                       | Mogelijk als alternatief        | Nee                      | Ja                                  | Ja                                              | Ja                                              | Mogelijk als alternatief                        |
| Download              | Nee                      | Mogelijk als alternatief        | Ja                       | Nee                                 | Nee                                             | Nee                                             | Mogelijk als alternatief                        |
| Exclusieve verpakking | Nee                      | Nee                             | Nee                      | Nee                                 | Ja                                              | Ja                                              | Ja                                              |
| Artbook               | Nee                      | Nee                             | Nee                      | Nee                                 | Ja                                              | Ja                                              | Ja                                              |
| Arno-figuur           | Nee                      | Nee                             | Nee                      | Nee                                 | Nee                                             | Ja (39,5 cm)                                    | Ja (41 cm)                                      |
| Steelbook             | Nee                      | Nee                             | Nee                      | Nee                                 | Ja (Jumbo-Steelbook)                            | Nee                                             | Ja (FuturePack)                                 |
| Soundtrack            | Nee                      | Nee                             | Nee                      | Nee                                 | Ja                                              | Ja                                              | Ja                                              |
| Kaart van Parijs      | Nee                      | Nee                             | Nee                      | Nee                                 | Nee                                             | Nee                                             | Ja                                              |
| Twee lithografen      | Nee                      | Nee                             | Nee                      | Nee                                 | Ja                                              | Ja                                              | Ja                                              |
| Muziekdoos            | Nee                      | Nee                             | Nee                      | Nee                                 | Nee                                             | Nee                                             | Ja                                              |
| Tarotkaarten          | Nee                      | Nee                             | Nee                      | Nee                                 | Nee                                             | Nee                                             | Ja                                              |
| Schermafdruk          | Nee                      | Nee                             | Nee                      | Nee                                 | Nee                                             | Nee                                             | Ja                                              |
| Arno's zakhorloge     | Nee                      | Nee                             | Nee                      | Ja                                  | Nee                                             | Nee                                             | Nee                                             |
| Season Pass           | Nee                      | Nee                             | Ja                       | Nee                                 | Nee                                             | Nee                                             | Nee                                             |
| Singleplayermissie    | Nee                      | Ja (Chemical Revolution)        | Ja (Chemical Revolution) | Ja (Chemical Revolution)            | Ja (Chemical Revolution, The American Prisoner) | Ja (Chemical Revolution, The American Prisoner) | Ja (Chemical Revolution, The American Prisoner) |
| Singleplayerobjecten  | Nee                      | Nee                             | Ja                       | Ja (The Paradepistol)               | Nee                                             | Nee                                             | Ja (Meerderen)                                  |